# Cámara de condicionamiento operante

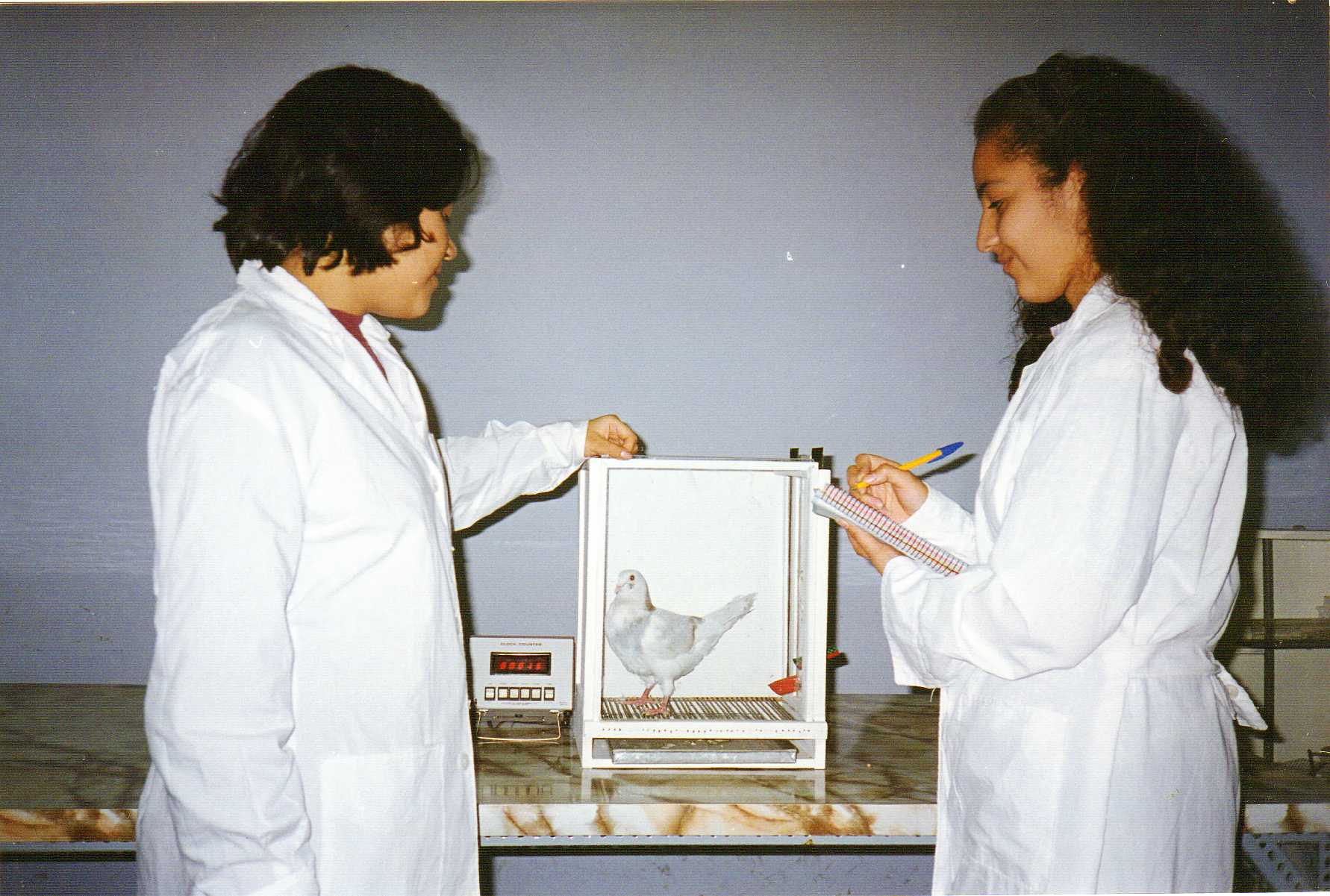
Estudiantes utilizando una «Caja de Skinner» en el antiguo Laboratorio de Psicología Experimental de la Facultad de Psicología de la UNMSM. Lima, Perú, año 1999.

Una cámara de condicionamiento operante (conocida también como caja de Skinner) es un instrumento de laboratorio utilizado en análisis experimental del comportamiento para estudiar el comportamiento de los animales. Fue creada por Burrhus Frederic Skinner. Estas cajas se caracterizaban por contener algún tipo de mecanismo que garantizaba que el animal adquiría el alimento (estímulo positivo que favorecía el condicionamiento que pretendía lograrse) en el caso de que realizara aquella actividad que el investigador pretendía estimular (por ejemplo, pulsar una palanca).

## Partes
Las cajas de Skinner se caracterizan por tener tres componentes básicos: un manipulandum, un estímulo discriminativo y un registro acumulativo.
1. El manipulandum es aquel mecanismo que el animal debe manipular, y que no está en la naturaleza del animal manipularlo (por ejemplo, pulsar una palanca). El animal deberá aprender a llevar a cabo la conducta de presionar la palanca para tener un reforzador satisfactorio (obtener comida o evitar una descarga eléctrica).
2. El estímulo discriminativo es aquel estímulo que señaliza si el manipulandum funciona. Suelen utilizarse un sonido o una luz. En una sesión de aprendizaje, se puede enseñar al animal que pulsar la palanca sólo es efectivo si hay una luz encendida.
3. El registro acumulativo es un aparato que registra las respuestas operantes en función del tiempo de forma acumulativa. Esto es, un gráfico cuyo eje de abscisas refleja el tiempo, y el eje de ordenadas las respuestas emitidas. También se señaliza qué respuestas han sido reforzadas, dato importante en caso de sesiones de razón fija/variable o intervalo fijo/variable.